# Маналапан (Флорида)
Маналапан (енгл. Manalapan) град је у америчкој савезној држави Флорида. По попису становништва из 2010. у њему је живело 406 становника.

## Демографија
Према попису становништва из 2010. у граду је живело 406 становника, што је 85 (26,5%) становника више него 2000. године.
| Група             | 2000.       | 2010.       |
| Белци             | 305 (95,0%) | 365 (89,9%) |
| Афроамериканци    | 0 (0,0%)    | 16 (3,9%)   |
| Азијати           | 5 (1,6%)    | 5 (1,2%)    |
| Хиспаноамериканци | 10 (3,1%)   | 19 (4,7%)   |
| Укупно            | 321         | 406         |